# Xaphoon

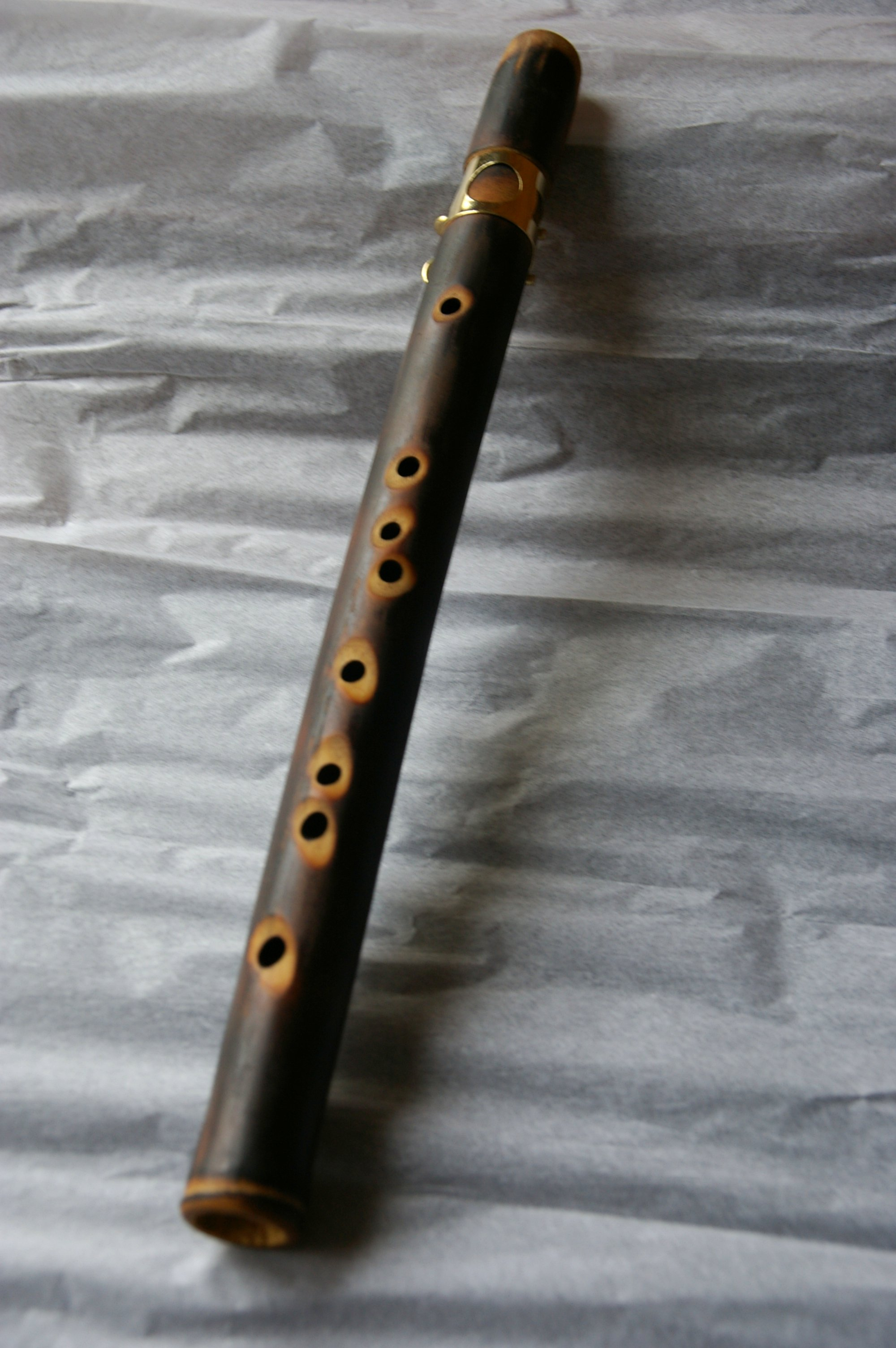
Xaphoon de Maui.

O Xaphoon® é um instrumento de sopro da família das madeiras. Outros instrumentos de sopro também fazem parte da família das madeiras, tais como os saxofones, as flautas, o oboé, o fagote, a requinta e o clarinete.
O instrumento conhecido por Xaphoon foi inventado em meados dos anos 1970 por Brian Wittman, um saxofonista norte-americano que viveu na ilha de Maui, no arquipélago do Havaí. Brian produziu os primeros Xaphoones a partir de bambus, para crianças do Havaí que queriam tocar saxofone. O som do Xaphoon é muito similar ao som do saxofone, sendo uma mistura entre saxofone e clarinete.
O sistema de digitação do instrumento diferencia-se do sistema Boëhm, que tornou-se padrão para clarinetes e flautas transversas. Por não possuir chaves, foi necessário desenhar um sistema de digitação que, é único e exclusivo do xaphoon, pois contém uma quantidade de orifícios diferente dos demais. Normalmente, o Xaphoon utiliza a mesma palheta empregada no saxofone tenor. E, apesar de originalmente haver sido construído em bambu, atualmente, o instrumento é produzido em série com o corpo construído em plástico ABS.